# Jaromar III
Jaromar III (ur. przed 1249 r., zm. przed 1285 r.) – książę rugijski w latach 1268–1285 r. wraz z bratem Wisławem II.
Syn Jaromara II. Po raz pierwszy wzmiankowany w kwietniu 1249 r. 5 marca 1268 r. wymieniony jako współwładca Wisława II. Nie założył rodziny i nie miał dzieci.